# كهوف كاستيلانا
كهوف كاستيلانا (بالإيطالية: Grotte di Castellana)‏ هي عبارة عن نظام كهوف كارستية تقع في بلدية كاستلانا غروتي، في مدينة باري الحضرية، جنوب إيطاليا.

## نظرة عامة
الكهوف التي تم اكتشافها في عام 1938 من قبل عالم الكهوف فرانكو أنيلي، تقع على بعد كيلومتر واحد (0.62 ميل) جنوب كاستيلانا وتخدمها (محطة سكة حديد جروت دي كاستيلانا).

## وصلات خارجية
- Grotte di Castellana official site (باللغة الإيطالية)